# Ludwigia abyssinica
Ludwigia abyssinica är en dunörtsväxtart som beskrevs av Achille Richard. Ludwigia abyssinica ingår i släktet ludwigior, och familjen dunörtsväxter. Inga underarter finns listade i Catalogue of Life.